# Glaucium golestanicum
Glaucium golestanicum là một loài thực vật có hoa trong họ Anh túc. Loài này được A.Gran & Sharifnia mô tả khoa học đầu tiên năm 2008.